# Michael Hart
Michael Stern Hart (ur. 8 marca 1947 w Tacoma, zm. 6 września 2011 w Urbana) – amerykański autor, twórca pierwszego w historii e-booka. Założyciel Projektu Gutenberga, który udostępnia darmowe, elektroniczne kopie książek, które nigdy nie były obłożone prawami autorskimi lub też prawa te wygasły. Zmarł w swoim domu na atak serca.